# Partit Comunista Treballador de l'Iran-Hekmatista
El Partit Comunista Treballador de l'Iran-Hekmatista (persa: حزب کمونیست کارگری ایران-حکمتیست) és una organització política d'oposició al règim iranià. Fou fundat per Koorosh Modaressi, que és el líder actual, sent el seu lloctinent Rahman Hosseinzadeh. Té activitat militar al Kurdistan Iranià i la seva organització armada són els "Guardians de la Llibertat" dirigits per Abdulà Darabi.
El partit es va formar el 2004 per escissió del Partit Comunista Treballador de l'Iran; tot el partit al Kurdistan Iranià i la meitat del Comitè Central a la resta del país es va passar al nou partit. Va tenir el suport del Partit Comunista Treballador de l'Iraq. El partit es reclamava de la línia de Mansoor Hekmat, el fundador del Partit Comunista Treballador de l'Iran però aquest partit els qualifica d'escissió dretana i amb sarcasme d'anti-hekmatistes o no-hekmatistes.